# Universe (Anita Doth-dal)
Az Universe című dal a holland Anita Doth debütáló kislemeze, mely 1999-ben jelent meg a Pleasure Records kiadó gondozásában. A dal az első, és máig egyetlen Reality című albumon szerepel.
A dal a holland kislemezlista 94. helyéig jutott.

## Megjelenések
12"  Hollandia Pleasure Records – PRCMS 99413
- A1	Universe (Tee's Freeze Mix - Full Vocal Edit) 6:03
- A2	Universe (Tees Freeze Mix - Semi Vocal Edit) 6:15
- B1	Universe (Tee's Freeze Mix - Instrumental Edit) 6:15
- B2	Universe ("EL-F" Mix 2 Klub) 7:08

A remixeket Todd Terry és Lucien Foort (EL-F) készítette